# Вакла маришка овца
Вакла маришка овца е българска порода овце с предназначение добив на мляко, месо и вълна.

## Разпространение
Ваклата маришка овца е местна порода създадена в района на запад и на север от град Пловдив. В миналото е била известна под наименованието „Малоконарска овца“, „Овца от пловдивско“ или „Овца от поречието на Марица“. Ареалът на възникване и първоначално разпространение на породата са селата на Пловдивска и Пазарджишка области. Днес породата е разпространена и в други области на България - Софийска, Благоевградска, Кърджалийска, Старозагорска, Хасковска, Сливенска, Врачанска, Варненска и Бургаска области. Името Вакла маришка овца е прието след 1990 година когато се учредява дружество за отглеждане и развъждане на Маришките овце. През 1991 година се поставя началото на водене на зоотехнически регистър на агнета, овце и кочове за разплод, а през 1992 година в някои стада се въвежда контрол на плодовитостта и млечността. През 1993 година е заведена родословна книга на породата Вакла маришка.
Към 2018 г. размерът на популацията е 8037 индивида.
Рисков статус – уязвима.

## Описание
На външен вид овцете имат удължената форма на тялото, крайниците и опашката. Главата е дълга, тясна, незарунена. Профилът на главата при овцете обикновено е прав, а при кочовете леко изпъкнал. Ушите са средно големи, клепнали, прави. Шията е дълга, тясна. Холката е средно дълга, средно висока. Гърбът е дълъг, средно-широк. Краката са дълги, незарунени. Коремът също е незарунен. Вълната е еднородна с дебелина на влакната 35.01 μm, което според брадфордската класификация означава 46-о качество (Димов и Джорбинева, 1999). Опашката е тънка, дълга до под скакателните стави. Около очите, ушите и муцуната, овцете и кочовете имат характерна кадифено-черна пигментация откъдето идва и названието „Вакли“. Петна с различна големина се срещат по краката и по определени участъци от тялото (корена на опашката, предгръдника и корема). Върху пигментираните участъци от тялото обикновено расте пигментирана вълна, поради което животни с по-големи петна по кожата на тялото изглеждат шарени. Основната маса от руното има бял цвят. Пигментацията по лицевата част, формата и големината на ушите, и някои особености в телосложението имат решаващо значение при селекцията на мъжки и женски агнета за разплод.

## Продуктивни качества
За 150 дневен доен период млекодобивът е 130 литра, а в зависимост от стадото варира от 110 до 150 литра. Най-висок млекодобив е установен през 1995 година от овца, от която за 150 дни доен период са надоени 351,72 литра. Анализът на някои качествени съставки на млякото показва, че съдържанието на мазнини е 7,0%, а на белтъчини – 5,55% (Димов, Джорбинева и Михайлова 1997). Коефициентът на плодовитост е 1,5. Тегло на руното след стрижбата без подстрига – 2,8 kg. Проучвания върху живото тегло на агнета от Ваклите маришки овце (Вучков и Димов, 2005) показват, че при раждането живото тегло средно за всички агнета (мъжки, женски, единаци близнаци) е 4,85 kg, на 30 дневна възраст 15,18 kg, на 60 дневна възраст 23,26 kg. Средното живо тегло на овцете-майки е 75 kg, а при овните 120 kg. При различни стада средното живо тегло на овцете варира от 68 kg до 90 kg. Вакли маришки агнета заклани на 60 дневна възраст имат кланичен рандеман 55,46% (Вучков и Димов 2006). На 60 дневна възраст по-голяма част от трупчетата попадат в категорията леки агнешки трупчета от 10 – 13 kg от категория С и имат слаба степен на залоеност.
Анализът на структурата на приходите в стадата на Бели Маришки овце показва, че 46,51% от приходите идват от продажба на мляко, 32,43 % от продажбата на агнета за клане и 8,7% от продажбата на овце и шилета за клане или 41,13% приходи от месо. Ваклите Маришки овце са подходящи за отглеждане в равнинните райони на Южна България, през последните години те започват да се отглеждат и в полупланински райони, където демонстрират отлична адаптационна способност.